# Isole Oki

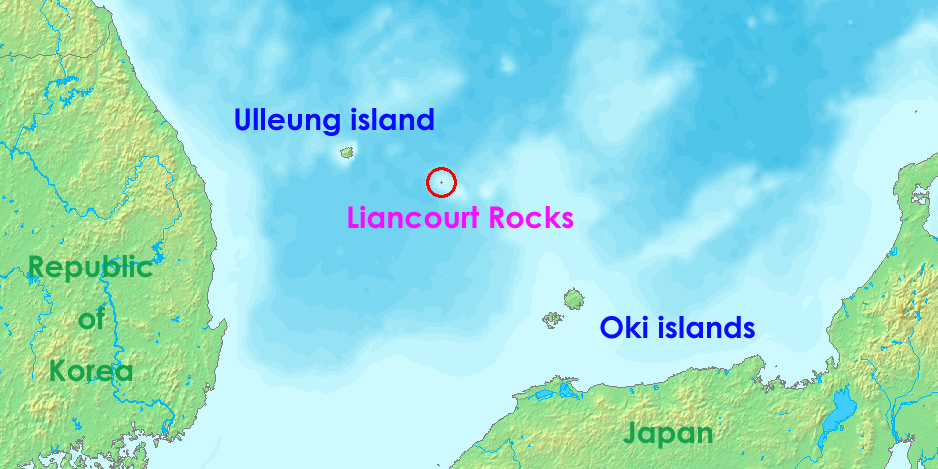
Localizzazione

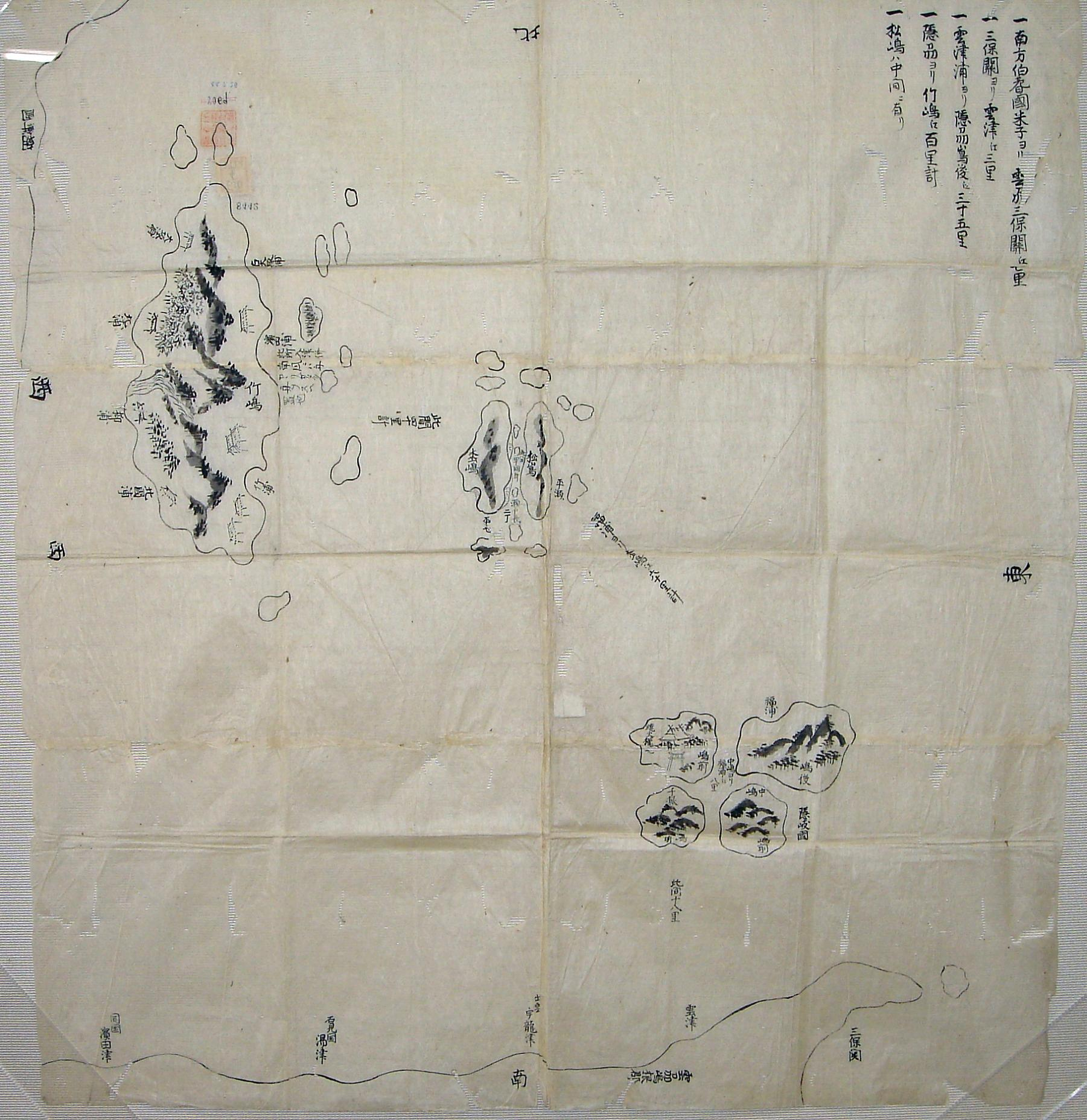
La mappa giapponese di 1724.
----
Isole Oki (in basso a destra), Rocce di Liancourt (al centro), e Ulleungdo (a sinistra).

Le isole Oki (隠岐諸島?, Oki-shotō, dette anche 隠岐群島, Oki-guntō) sono un arcipelago del mar del Giappone. Sono situate al largo della costa nord dell'Honshū orientale e formano l'omonimo Distretto di Oki, che fa parte della Prefettura di Shimane, in Giappone.

## Geografia
Le isole Oki, che distano dalla costa di Honshū tra i 40 e gli 80 chilometri, sono di origine vulcanica e hanno una superficie totale di 346,1 km². L'arcipelago comprende 16 isole il cui punto più alto è il Monte Damanji-San, sull'isola di Dōgo, alto circa 608 metri.
Le isole più grandi sono:
- Dōgo (島後), isola principale, circa 243 km², a nord-est delle cosiddette isole Dōuzen[1]
- Chiburishima (知夫里島), circa 14 km²
- Nakanoshima (中ノ島), circa 33 km²
- Nishino-shima (西ノ島), circa 56 km²

La popolazione ammonta a circa 24.500 abitanti, suddivisi tra le seguenti quattro aree amministrative:
- Okinoshima-chō (città di Okinoshima), include tutta l'isola di Dōgo Island e isolotti vicini come Okina-shima, Obana-shima, Tsuname-shima, Shijiki-jima e Ombe-shima, 17.000 abitanti, il Giappone considera le rivendicate Rocce di Liancourt una parte di Okinoshima.
- Chibu-mura (villaggio di Chibu), include tutta Chiburi-shima e alcuni isolotti come Okaga-shima, Shimazu-jima, Asa-shima e Kami-shima, 800 abitanti.
- Ama-chō (città di Ama), include tutta Nakano-shima e gli isolotti  Omori-jima e Matsu-shima, 2.600 abitanti.
- Nishinoshima-chō (città di Nishinoshima), include tutta Nishino-shima e gli isolotti di Hoshikami-jima, Futamata-jima e O-kazuro-shima, 3.900 abitanti.

Le isole fanno parte del "Daisen Oki Kokuritsu Kōen" (Parco nazionale di Daisen-Oki)).
L'aeroporto di Oki (Oki Kūkō? codice IATA "OKI") si trova nel sud-est di Dōgo e offre collegamenti con l'aeroporto Internazionale di Osaka ("Itami", "ITM") e quello di Izumo ("IZO"). Le isole sono raggiungibili anche via traghetto dai porti di Sakaiminato, Shichirui e Kaga.

## Storia
Abitate fin dal Paleolitico giapponese, le isole Oki erano un'importante fonte di ossidiana per l'uomo preistorico. L'ossidiana di Oki, una roccia vulcanica utilizzata in particolare per realizzare oggetti appuntiti, iniziò ad essere esportata in tutta la regione di Chūgoku circa 30.000 anni fa.
Nella seconda metà del VII secolo, le isole assunsero lo status di provincia di Oki sotto il sistema ritsuryō. È anche a Oki che un'eredità unica di questo sistema rimane sotto forma di una serie di campane, concesse dal governo centrale alla famiglia Oki. Designate un importante bene culturale.
La provincia di Oki fu governata dallo shugo della provincia di Izumo dal periodo Kamakura (1185-1333) e poi, durante il periodo Muromachi (1333-1573), fu successivamente controllata dal clan Sasaki, dal clan Yamana e dal clan Kyōgoku. Passò poi sotto il dominio del clan Amako durante il periodo Sengoku (metà del XV secolo – fine del XVI secolo). Durante il periodo Edo, le isole furono incluse nel Dominio di Matsue.
Nel periodo Nara (710-794) e Heian (794-1185), le Isole Oki divennero ufficialmente terra di esilio per molti nobili e altre personalità. Vi furono così esiliati il poeta e funzionario Ono no Takamura nell'838, oppure gli ex imperatori Go-Toba nel 1221 – morto sull'isola di Nakanoshima nel 1239 – e Go-Daigo, che fu esiliato sull'isola Nakanoshima nel 1332 e riuscì a fuggire l'anno successivo.
Nel 1868, anno che vide il rovesciamento dello shogunato Tokugawa e la restaurazione imperiale inaugurata dall'imperatore Meiji, il popolo di Oki spodestò il governatore provinciale che era stato nominato dal dominio di Matsue. Poterono così godere di un breve periodo di indipendenza, che durò però solo 81 giorni. Da giugno a febbraio 1869, le isole divennero un dipartimento (ken) a pieno titolo, prima di essere annesse alla prefettura di Tottori. Fu solo nel 1876 che furono assegnati alla prefettura di Shimane.
Alla fine del XIX secolo, il movimento anti-buddista (Haibutsu kishaku), emerso durante la Restaurazione Meiji, infuriò tra gli abitanti e provocò la distruzione di molti templi buddisti.
Nel 1892 le isole furono visitate dallo scrittore Lafcadio Hearn, che viveva a Matsue come insegnante di inglese dal 1890. Dedicò loro un capitolo intitolato "Da Hoki a Oki" nel suo libro Glimpses of Unfamiliar Japan. Charles Henry Gilbert, un ittiologo americano, visitò le isole nel 1906.